# Purplay
Purplay (en hangul, 퍼플레이) es un grupo de k-pop femenino producido por Purplei Entertainment en 2013. Está conformado por Woomi, Jiyo, Eeple y Segoha. El grupo hizo su debut el 7 de febrero de 2013 con el sencillo Love and Remember, el cual fue presentado en el Music Bank de KBS 2TV y en M Countdown de Mnet.

## Trayectoria
Antes de su debut, se dieron a conocer imágenes de cada miembro y un tráiler del grupo en Youtube. Está compuesto por Woomi, Jiyo, Eeple y Seolha. Woomi se destaca en la danza y el rapeao, Jiyo posee una voz poderosa y es una gran bailarina que ha participado en muchos concursos de baile desde la escuela secundaria. Eeple es vocalista y rapera, mientras que Seolha es una bailarina experta en hip hop, ganando varios premios antes de su debut. También su agencia informó que las jóvenes fueron trainees durante cuatro años antes de su debut. Su canción debut fue Love and Remember. El 7 de febrero, el sencillo se lanzó como descarga digital, mientras que el 14 de febrero se publicó el video en Youtube. El 21 de febrero de 2013, el grupo debutó oficialmente en M Countdown.  
Tras su debut, el grupo no ha trabajado en ningún otro proyecto ni ha habido noticias. Las miembros Jiyo y Eeple debutaron como dúo y Seolha volvió a debutar bajo el nombre de Rumi en el grupo Unicorn, por lo que se presume que se han separado.

## Miembros
| Purplay          | Purplay          | Purplay              | Purplay              | Purplay                         | Purplay             | Purplay                                                    |
| Nombre artístico | Nombre artístico | Nombre de nacimiento | Nombre de nacimiento | Fecha de nacimiento             | Lugar de nacimiento | Papel                                                      |
| Romanizado       | Hangul           | Romanizado           | Hangul               | Fecha de nacimiento             | Lugar de nacimiento | Papel                                                      |
| ---------------- | ---------------- | -------------------- | -------------------- | ------------------------------- | ------------------- | ---------------------------------------------------------- |
| Woomi            | 우미             | Kang Woomi           | 강우미               | 30 de abril de 1992 (32 años)   | Corea del Sur       | Líder, vocalista y bailarina guía.                         |
| Jiyoo            | 지유             | Park Jooyeon         | 박주연               | 20 de febrero de 1993 (32 años) | Corea del Sur       | Bailarina y vocalista líder.                               |
| Eeple            | 이플             | Moon Hyemin          | 문혜민               | 28 de febrero de 1993 (32 años) | Corea del Sur       | Vocalista principal.                                       |
| Seolha           | 설하             | Seol Hareum          | 설하름               | 27 de enero de 1994 (31 años)   | Corea del Sur       | Rapera y bailarina principal, vocalista de apoyo y Maknae. |

## Discografía

### Singles
- Love and Remember (2013)[6]